# Comunitat d'aglomeració Rambouillet Territoires
La Comunitat d'aglomeració Rambouillet Territoires (oficialment: Communauté d'agglomération Rambouillet Territoires) és una Comunitat d'aglomeració del departaments d'Yvelines, a la regió de l'Illa de França.
Creada al 2017, està formada per 36 municipis, tots els del Cantó de Rambouillet. La seu es troba a Rambouillet.

## Municipis
1. Ablis
2. Allainville
3. Auffargis
4. Boinville-le-Gaillard
5. La Boissière-École
6. Bonnelles
7. Les Bréviaires
8. Bullion
9. La Celle-les-Bordes
10. Cernay-la-Ville
11. Clairefontaine-en-Yvelines
12. Émancé
13. Les Essarts-le-Roi
14. Gambaiseuil
15. Gazeran
16. Hermeray
17. Longvilliers
18. Mittainville
19. Orcemont
20. Orphin
21. Orsonville
22. Paray-Douaville
23. Le Perray-en-Yvelines
24. Poigny-la-Forêt
25. Ponthévrard
26. Prunay-en-Yvelines
27. Raizeux
28. Rambouillet
29. Rochefort-en-Yvelines
30. Saint-Arnoult-en-Yvelines
31. Sainte-Mesme
32. Saint-Hilarion
33. Saint-Léger-en-Yvelines
34. Saint-Martin-de-Bréthencourt
35. Sonchamp
36. Vieille-Église-en-Yvelines